# Chartocerus bengalensis
Chartocerus bengalensis är en stekelart som beskrevs av Hayat 2004. Chartocerus bengalensis ingår i släktet Chartocerus och familjen långklubbsteklar. Inga underarter finns listade i Catalogue of Life.